# Scout

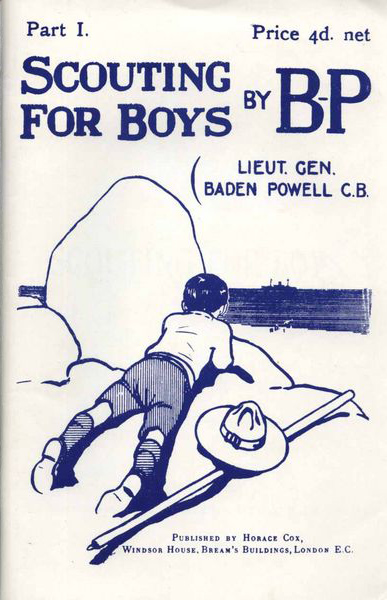
Scouting for Boys, del 1 i häftesserien som föregick boken som kom ut samma år 1908.

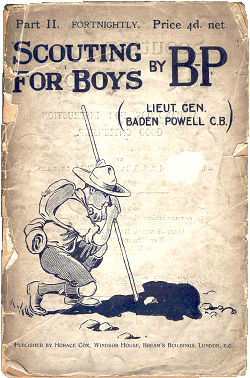
Scouting for Boys, del 2 i häftesserien.

Scout är utifrån scoutrörelsens grundare Robert Baden-Powells egna engelska ord en spejare och kunskapare. Med andra ord en god analytiker, med fokus på att tyda de tecken våra sinnen kan ta in och med en vilja att förädla sina kompetenser vad gäller slutledningsförmåga utifrån insamlad information. Ordet används generellt i engelska språket i sammanhang där någon håller utkik, observerar. Exempelvis i de sammansatta orden modellscout, talangscout, scoutpatrull, boyscout, girlscout och i militära kontexter. Den svenska organisationen Scouterna har över tid, mer och mer, gått över till att använda ordet som ett egennamn med stort s. I dagsläget innebär, i Sverige, egennamnet Scout som regel en benämning på det barn eller den unga vuxna mellan 8 och 25 år vilken aktivt tar del av deras scoutprogram. Samtidigt säger det internationella ordstävet, utan stora s, en gång scout alltid scout att epitetet är evinnerligt.

## Etymologi
Scout eller skaut av engelska scout, 'spejare', av scout, 'spana', 'speja', via fornfranska escouter och ytterst av latinets auscu'lto, 'lyssna till', 'höra på'. I svenska språket sedan 1909 med stavningen skaut som också år 1918 helt ersatte varianten bojskaut. 1937 blev nuvarande stavning scout fastslagen. Samtidigt tillsammans med skaut och bojskaut användes synonymerna riddarpojke, -gosse, -flicka, spanargosse, spejargosse och -flicka. 

## Observation då och nu
Baden-Powells tankar i hans bok Scouting for Boys, Spejarverksamhet för Pojkar, scoutrörelsens urkund, har efter 100 år successivt slagit igenom på många områden i våra moderna samhällen - globalt. Bortsett från att vi inte bokstavligen, konkret, följer människo- eller djurspår i skog och stad eller själva jagar djur, så som stycken i hans bok handleder i. Det gör istället andra åt oss. Däremot lyssnar och tittar vi mycket på vår omgivning vad gäller yrkesval, klädval, musikval och personligt uppträdande. Systematiskt sammanställer vi det vi ser, eller hör, och drar slutsatser som får utgöra grunderna för våra dagliga beslut. Dagens samhälle är mer än någonsin fyllt med tecken som systematiskt, oavbrutet, behöver tydas. På sätt och vis följer vi olika spår som våra medmänniskor eller grupper av människor runtomkring oss lämnar eller tecknar. Vid tiden för scoutrörelsens uppkomst levde betydande delar av jordens befolkning inte i städer. I Sverige bodde mindre än 10% av befolkningen i en stad. Baden-Powell tar ändå upp signifikant ofta exempel på hur olika analytiska kompetenser är användbara och hur de används i stadsmiljöer. Han satte lampan på något typiskt för den civiliserade, urbana, människan. Hur vi håller nyfikenheten uppe, ser fördelarna och kanske den kluvna nödvändigheten med att hålla koll och speja systematiskt inte bara på vår närmiljö utan även vad gäller vår omvärld. Vad gäller ordet spejare så torde det vara den mesta adekvata översättningen till svenska språket för snabb förståelse, istället för det mer utländska och främmande ordet scout. Tittar man på våra grannländer Norge och Danmark så använder de ordet spejare. I några länder har man valt ordet stigfinnare på sina respektive modersmål. I de flesta länder, liksom Sverige, har man dock valt att ta in det nya främmande ordet scout, skaut, i sina språk i samband med att den engelskspråkiga upplagan kom 1908, istället för att använda något av de inhemska ord man redan hade.

## Utforskare och observatörer genom tiderna
Baden-Powell skiljer på fredsspanare och krigsspanare. I de mest kända svenska översättningarna av hans böcker har man valt att använda det engelska ordet -scout istället för -spejare. Exempel på fredsscouter som han lyfter fram är nybyggare, vilda västerns cowboys, Nordamerikas trappers, Centralafrikas jägare, afrikanska spejare, forna tiders riddare, forskningsresande, missionärer, indianer, sjömän, Australiens kolonister, Kanadas och Sydafrikas ridande polis. "Alla är de "fredsscouter", verkliga män och kunniga scouter. Det vill säga de förstår att leva i djunglerna, finner sig tillrätta överallt, är i stånd att tyda minsta tecken och spår"...   ..."Scouting har du alltid nytta av vad du än tänker ge dig in på här i livet, vare sig du vill bli militär eller affärsman. Scouting har sitt eget värde också för vetenskapsmannen, meteorologen, fysikern och så vidare. Och hur nödvändigt är det inte för en läkare att liksom scouten kunna ge akt på små tecken och tyda dem". Gemensamt för de flesta av hans spejarförebilder var att de på något sätt var samtida frontiersmen. 